# دهستان اسالم
دهستان اسالم نام دهستانی در بخش اسالم شهرستان طوالش، استان گیلان در ایران است. براساس سرشماری مرکز آمار ایران در سال ۱۳۸۵، جمعیت آن ۲۰۲۲۶ نفر (۴۷۶۵ خانوار) بوده‌است.